# باب الساحة
باب الساحة هي منطقة تاريخية وتجارية تقع في وسط حي القصبة في المدينة القديمة في مدينة نابلس.

## التاريخ
- يعد باب الساحة واحدا من أشهر وأقدم الميادين في مدينة نابلس.[3]
- ما يزال يعد قلب نابلس النابض.
- يعود إلى زمن الناصر صلاح الدين الأيوبي، وتحرير هذه المدينة من الصليبيين. ازدادت أهمية الساحة في العصر العثماني بسبب وجود السراي العثماني عند جهته الجنوبية. لا تزال الساحة مقصدا لأنشطة سياسية واجتماعية.
- أقيم في قلبها برج الساحة زمن السلطان عبد الحميد الثاني.[4]

## التسمية
سميت بهذا الاسم لوجود ساحة رئيسية فيها تحيط بها بوابات تؤدي إلى أحياء القريون والعقبة والحبلة. يتوسط الساحة برج ساعة قديم من العهد العثماني نصب أمام جامع النصر التاريخي. وتوجد على الجهة الجنوبية للساحة سرايا الحكم التركي.
تعد المنطقة حالياً السوق الرئيسية للأدوات والمفروشات المستعملة في نابلس.